# Rychówko
Rychówko (do 1945 r. niem. Klein Reichow) – wieś sołecka w Polsce położona w województwie zachodniopomorskim, w powiecie białogardzkim, w gminie Białogard. W latach 1975–1998 wieś należała do województwa koszalińskiego. W roku 2007 wieś liczyła 69 mieszkańców, najmniejsza wieś gminy.
W skład sołectwa Rychówko wchodzi także osada Sińce.

## Położenie
Wieś leży ok. 13 km na południowy zachód od Białogardu, ok. 3 km na południe od Rychowa, w okolicy występują torfowiska wysokie.
Ok. 1,4 km na południowy zachód od wsi znajduje się jeden z najwyższych punktów gminy, wzniesienie Iwki (114,87 m n.p.m.), a ok. 1,2 na południowy zachód wzniesienie Gawronie.

## Geografia
Po parku kościelnym założonym w XIX wieku o pow. 0,50 ha pozostały do dzisiaj tylko lipy drobnolistne oraz niewielkie jeziorko eutroficzne. 
W północnej części Rychówka znajduje się nieczynny ewangelicki cmentarz o pow. 0,35 ha, z wysoka zielenią, w runie leśnym z bluszczem oraz konwalią majową.

## Turystyka
Przez miejscowość prowadzi lokalny, turystyczny szlak rowerowy Szlakiem krajobrazów i parków Gminy Białogard.

## Gospodarka
Rolnicy zajmują się hodowlą bydła, trzody chlewnej oraz uprawianiem ziemi pod krzewy owocowe tj. maliny

## Komunikacja
W miejscowości znajduje się przystanek komunikacji autobusowej.